# Takeshi Urata
Takeshi Urata (浦田 武 Urata Takeshi?) es un astrónomo amateur japonés, gran descubridor de asteroides, que trabajó en el observatorio Nihondaira.
El asteroide Urata, descubierto por Urata el 30 de diciembre de 1992, fue nombrado así en su honor.